# Mesopotamisk mytologi
Mesopotamisk mytologi innefattar de religiösa föreställningarna i det forntida Assyrien, Babylonien och Sumer (se även assyro-babylonisk religion).
Det finns ingen skarp gräns mellan mesopotamisk mytologi och de religiösa föreställningarna hos andra forntida folk i Främre Orienten; elamiter, hettiter, hurriter och kananéer. Även Gamla Testamentet i Bibeln visar påverkan från mesopotamisk mytologi. Det finns även likheter med klassisk grekisk mytologi.
Mesopotamisk mytologi var en polyteistisk religion med antropomorfa gudar och gudinnor. Kulten utfördes i olika tempel av ett prästerskap. Statens högsta härskare fungerade även som gudarnas ställföreträdare och överstepräst. Religionens främsta uppgift var att främja fruktbarhet och välstånd samt att beskydda härskaren. Hos folket var religionen ett beskydd mot onda makter. Jämfört med i egyptisk mytologi spelade föreställningar om livet efter döden inte en lika central roll i mesopotamisk mytologi.

## Mesopotamiska myter

### Skapelseberättelsen
Den centrala myten i mesopotamisk mytologi är Enuma Elish, skapelseberättelsen. Myten beskriver världens och människornas uppkomst utifrån två urtidsgudar, Apsu och Tiamat. Tiamat födde fram en ny generation gudar, vilka sedan konspirerade och angrep henne. I den babyloniska versionen av Enuma elish är det guden Marduk som dödar Tiamat och blir den högsta guden. Den äldsta skrivna versionen av Enuma Elish är från det andra årtusendet f.Kr. Det är osäkert hur mycket denna liknar sumerernas äldre skapelseberättelse, eftersom den babyloniska versionen även hade ett politiskt syfte att legitimera staden Babylons överlägsenhet i Mesopotamien.

### Ishtars nedstigning i underjorden
Myten om Ishtars nedstigning i underjorden eller dödsriket är en fruktbarhetsmyt. Gudinnan stiger ned i underjorden vilken regeras av hennes syster Ereshkigal. Där tillfångatas hon av Ereshkigal, och blir endast fri genom sin far Eas ingripande mot att en ersättare hämtas. Ishtar återvänder till jorden och förvisar sin man Tammuz till underjorden för att ta hennes plats där. Under Tammuz tid i underjorden blir Ishtar nedslagen av sorg och växtligheten dör. Därför får Tammuz syster Geshtinanna ta hans plats i underjorden under halva året så att Tammuz kan återvända till jorden och växtligheten spira upp igen. Myten är full av symbolik och moderna religionsforskare har lagt fram många olika tolkningar av dess innebörder.

### Flodberättelsen Atrahasis
Den mesopotamiska flodberättelsen finns dels i myten om Atrahasis och dels som en episod i Gilgamesh-eposet. I Atrahasis beskrivs först hur himlen regeras av Anu, jorden av Enlil, och vattenmassorna av Ea. Människorna, vilka skapas för att arbeta med bevattningskanaler, stör gudarna och de beslutar sig därför för att förinta mänskligheten. Ea varnar dock människan Atra-hasis och ger honom instruktioner att bygga ett skepp som ska rädda hans familj och jordens djur. Gudarna utlöser sedan en storm och ett åskväder. Jorden översvämmas och allt liv utplånas. Gudarna ångrar sig sedan och Atra-hasis får stiga iland och släppa ut djuren till en ny värld. I Gilgamesh-eposet förekommer en i stort sett identisk berättelse. Gilgamesh söker upp Utnapishtim, som överlevaren heter i denna version, vilken är den enda människa som givits evigt liv av gudarna. Flodberättelsen liknar, även i många detaljer, den bibliska berättelsen om Noaks ark, och anses vara dess föregångare.

### Gilgamesh-eposet
Gilgamesh var till en tredjedel människa och till två tredjedelar gud och kung av den sumeriska staden Uruk. Tillsammans med sin manliga följeslagare Enkidu möter han i olika episoder gudar och demoner. Ishtar orsakar Enkidus död blir Gilgamesh nedslagen av sorg och försöker finna källan till evigt liv. I denna episod söker han upp Utnapishtim (se Flodberättelsen ovan). Gilgamesh misslyckas med att uppnå evigt liv och återvänder slutligen till Uruk. Myten behandlar människans oundvikliga öde att möta döden. Gilgamesh tycks ha varit en historisk kung av Uruk och är nämnd i sumeriska texter. Gilgamesh-eposet i sin helhet kommer dock från senare assyriska och babyloniska texter.

## Kulten

### Templen
Gudarna dyrkades i tempel i de mesopotamiska städerna. Hos sumererna hade städerna ursprungligen olika stadsgudar som beskyddade stadsstaten. I de senare assyriska och babyloniska riken uppfördes tempel åt en mängd gudar i huvudstäderna Assur och Babylon. Huvudstadens stadsgud blev hela rikets beskyddare. I templens inre fanns helgedomen, cella, där gudastatyn vanligen förvarades och det betraktades som gudens bostad. Till templet hörde ibland även ett tempeltorn, zikkurat.

### Riter
Prästerskapet, som bestod av både män och kvinnor, hade till uppgift att underhålla gudastatyn med offer och andra riter. De förmedlade även kontakten mellan guden och folket genom uttydning av omen från fårlever och astrologi. Varje vår firades nyårsfesten akitu med en procession till ett särskilt akitu-tempel. I huvudstaden deltog härskaren som överstepräst i nyårsfesten för att garantera rikets fruktbarhet och välstånd. 
Exakt vilka riter som utfördes i den helgedom som fanns på toppen av zikkuraten är omtvistat. Vissa forskare anser att ett rituellt äktenskap, hieros gamos, ägde rum mellan en prästinna och statens härskare. Den grekiska historikern Herodotus beskrev åtminstone detta i senare tid. Herodotus hävdade även att de babyloniska templen hade kultprostituerade som tog emot sina kunder för ett rituellt samlag. Uppgifter om detta finns inte från samtida babyloniska källor, och Herodotus beskrivning kan avfärdas som en missuppfattning eller svartmålning av det under hans tid persiska Babylon.

## Gudar och demoner
I mesopotamisk mytologi fanns ett stort antal gudar och demoner. Därför uppdelades gudakretsen i de högsta gudarna, Annunanki, och de lägre gudarna, Igigi. Uppgifter om att det fanns 3600 gudar ska tolkas symboliskt. 

### Sumeriska gudar
De viktigaste sumeriska gudarna utgjorde tillsammans en familj i flera släktled, men dyrkades i olika städer. Gudarna representerade även olika naturelement.  
| Gud       | Funktion                   | Stad   |
| --------- | -------------------------- | ------ |
| An        | himmelsgud                 | Uruk   |
| Ki        | jordgudinna, gemål till An | Uruk   |
| Enki      | jordens och vattnets gud   | Eridu  |
| Ninhursag | gemål till Enki            | Eridu  |
| Enlil     | vindens gud                | Nippur |
| Ninlil    | gemål till Enlil           | Nippur |
| Nanna     | mångud                     | Ur     |
| Ningal    | gemål till Nanna           | Ur     |
| Inanna    | himmelsgudinna             | Uruk   |
| Utu       | solgud                     | Sippar |
| Ninurta   | plogens gud                | Lagash |

### Assyriska och babyloniska gudar
Assyrierna och babylonierna fortsatte att dyrka samma gudar som sumererna, men ibland under andra namn:
| Assyrisk-babylonisk gud | Sumerisk gud |
| ----------------------- | ------------ |
| Anu                     | An           |
| Belit-ili               | Ninhursag    |
| Ea                      | Enki         |
| Ishtar                  | Inanna       |
| Shamash                 | Utu          |
| Sin                     | Nanna        |

De högsta gudarna var i Assyrien huvudstaden Assurs stadsgud Assur, och i Babylonien huvudstaden Babylons stadsgud Marduk. Assyrierna dyrkade även stormguden Adad och Ninurta utsågs till kungamaktens beskyddare. Under det neo-babyloniska rikets tid framstod även skrivkonstens gud Nabu som en av de högsta gudarna i Babylon.

### Demoner och folktro
Dessutom fanns i folkets tro goda och onda demoner. Pazuzu behärskade vinden och kallades för demonernas herre. Han kunde åkallas för beskydd mot Lamashtu, en kvinnlig demon som kunde angripa födande kvinnor och små barn. Lamassu, eller Shedu, var demoner som kunde skydda hus och hem. Statyer av dessa bevakade portarna till de assyriska palatsen.

## Tolkningar av mesopotamisk mytologi
Mesopotamisk mytologi har gett upphov till en mängd tolkningar av moderna forskare. James G. Frazer lyfte i sina omfattande studier av mytologi runt förra sekelskiftet fram Tammuz-myten som den cykliska döende och återuppstående växtligheten. Den mesopotamiska flodberättelsens, och även skapelsemytens, betydelse för Gamla Testamentet har debatterats under hela 1900-talet. Thorkild Jacobsen (1976) framförde en teori om att religionen utvecklades i takt med samhället från tidiga naturgudar över stadsstaternas kollektiva önskan om välstånd till personliga gudar. Under senare delen av 1900-talet har feministiskt orienterade religionsforskare som Diana Wolkstein (1983) visat intresse för mesopotamisk mytologi, i synnerhet myterna kring den sumeriska gudinnan Inanna, och sökt spår efter ett tidigt matriarkat i mesopotamisk mytologi.